# Anundus Palm
Anundus Nicolai Palm, tidigare Rystadius, född 1616 i Rystads församling, Östergötland, död 1655 i Lofta församling, Kalmar län, var en svensk präst.

## Biografi
Anundus Palm föddes 1616 i Rystads socken. Han blev 1636 student vid Uppsala universitet och promoverades 1646 till filosofie magister. Palm studerade därefter vid utländska akademier och blev 1650 lektor i grekiska vid Linköpings gymnasium. Han prästvigdes 24 januari 1652 och blev 1654 kyrkoherde i Lofta församling. Palm avled 1655 i Lofta socken.